# 博斯瓦勒和布里扬库尔
博斯瓦勒和布里扬库尔（法語：Bosseval-et-Briancourt，法語發音：[bɔsval e bʁijɑ̃kuʁ]）是法国大東部大區阿登省的一个旧市镇，属于色当区。2017年，博斯瓦勒和布里扬库尔与市镇弗里涅欧布瓦合并为新的弗里涅欧布瓦。

## 地理
博斯瓦勒和布里扬库尔（49°45'17"N, 4°52'31"E）面积14.53 平方千米，位于法国大東部大區阿登省，该省份为法国北部内陆省份，西接埃纳省，南至马恩省，东临默兹省，北与比利时接壤。
与博斯瓦勒和布里扬库尔接壤的市镇（或旧市镇、城区）包括：栋什里、热尔内勒、热斯潘萨尔、伊桑库尔和吕梅勒、弗里涅欧布瓦。

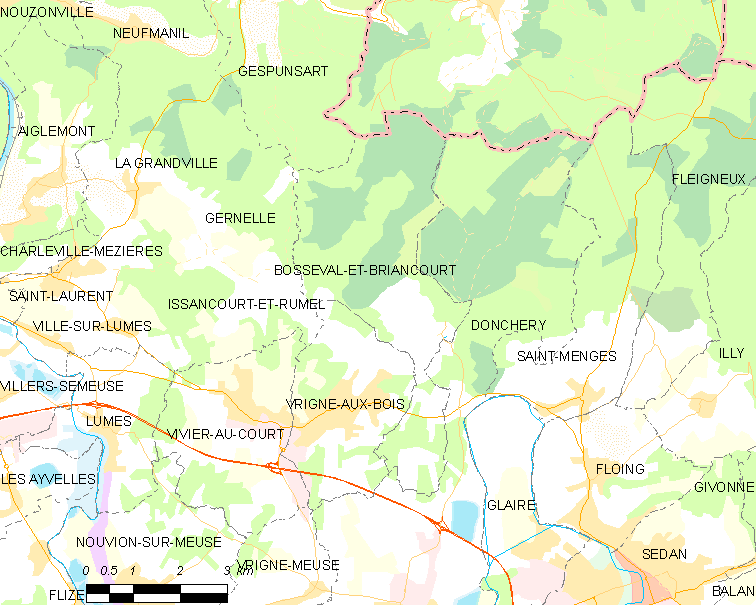
博斯瓦勒和布里扬库尔的OSM定位图

博斯瓦勒和布里扬库尔的时区为UTC+01:00、UTC+02:00（夏令时）。

## 行政
博斯瓦勒和布里扬库尔的邮政编码为08350，INSEE市镇编码为08072。

## 政治
博斯瓦勒和布里扬库尔所属的省级选区为色当第一县。

## 人口

1962-2008年间博斯瓦勒和布里扬库尔人口变化图示

博斯瓦勒和布里扬库尔于2018年1月1日时的人口数量为414人。